# 吉良義信
吉良 義信（きら よしのぶ、生没年不詳）は、室町時代の武将。三河西条吉良氏（上吉良）5代当主。幼名は三郎。官位は従四位下、左兵衛佐、治部大輔。子は義元。なお、嫡男早世のため家督は嫡孫の義堯に譲った。

## 生涯
応仁の乱が起こると、父吉良義真は三河国の本領を攻撃し始めた東条吉良氏の吉良義藤の後を追って、応仁元年（1467年）5月18日に京都を発ち三河へ向かった。その際、子の義信は同行させず、将軍足利義政に近侍させた。
応仁元年8月18日、細川勝元は将軍に近侍する奉公衆の中に西軍に味方する者がいるとして、将軍御所を囲み人の出入りを厳重に調べた。勝元が後土御門天皇にこのことを奏上すると、天皇は大納言三条公春と吉良義信を使いとして、勝元に対し、西軍与同の者の姓名を記し追放するよう命令、調査の結果、23日に12名の名を書いた名簿が将軍義政に提出される。義政は天皇と同様に三条公春と吉良義信の二人を使いにして、名簿に挙がった12名の者に対し御所を退出するよう命令した。が、12名は憤りが収まらずその場で合戦の支度を始めてしまう。同じ日に山名宗全の兵が内裏へ乱入し天皇・上皇を拉致するという噂が流れ、義信は武者頭として禁中警護に当り、再度、三条とともに名簿の12名に対し、天皇・将軍の命令として御所退出を促し、説得に成功、御所から脱出させている（『応仁記』）。
9月1日、西軍の攻撃により多くの武家の邸宅が炎上したが、吉良邸はその筆頭に挙げられている（『応仁記』）。10月、義信には伯父に当る先代吉良義尚が京に於いて病没している。
応仁の乱が終結すると、義信は父義真とともに近衛政家ら公家との交際を積極的に展開、政家の日記『後法興院記』に度々名前が表れる。文明13年（1481年）7月21日に義真が没するとしばらく喪に服し、同年12月26日に家督相続後初めて幕府に出仕した。
長享元年（1487年）の足利義尚による近江六角高頼攻めに従軍、延徳3年（1491年）の足利義材による再度の六角攻めにも従軍した。
明応2年（1493年）、明応の政変で義材が失脚、足利義澄が新将軍となった後も、義信はしばらくの間、幕府出仕を続けるが、明応7年（1498年）12月に至り病と称して出仕を止め、以後明応10年（1501年）までの3年間屋敷に引き篭っていた。この間、西国に走った前将軍義材（義尹）と連絡をとっていたのかも知れない。
永正4年（1507年）6月、細川政元が養子細川澄之の手の者に殺害され、澄之ともう一人の養子細川澄元との間で合戦が起きると、義信は30人程の手勢で禁中警護に当っている。
永正5年（1508年）6月8日、前将軍義尹（義稙）が入京すると、義信は一条室町の自邸を将軍の仮御所として提供、将軍に復位した義尹はここで犬追物や能を開催している。また、この時に義信が三河守護に任じられたとされる。
永正8年（1511年）8月16日、細川澄元の京都侵攻により将軍義尹は丹波国に逃げるが、義信はこれに随行、同日将軍仮御所であった吉良邸は焼き討ちにあい焼亡する。船岡山合戦により澄元の兵は敗走、義信は義尹とともに帰洛する。
翌永正9年（1512年）2月24日、新装成った吉良邸に大内義興らを招いて酒宴が催される。
永正13年（1516年）10月4日、嫡子義元に先立たれた義信は、嫡孫の珍王丸（後の吉良義堯）に家督を譲る（『室町家御内書案』）。
義信の没年月日は不詳。法名は常楽院殿峻山棟公大禅定門。